# Frank Sysyn
Frank E. Sysyn (ur. 27 grudnia 1946 w Passaic, New Jersey) – emigracyjny historyk pochodzenia ukraińskiego.
Dyrektor Peter Jacyk Centre for Ukrainian Historical Research. Redaktor Hrushevsky Translation Project. Specjalizuje się w historii Ukrainy i Polski (Między Polską i Ukrainą: Dylematy Adama Kisiela 1600-1653, 1985). Redaktor pisma „Harvard Ukrainian Studies”. 

## Wybrane publikacje
- (redakcja z Andrzejem Poppe) Mykhailo Hrushevsky, History of Ukraine-Rus', t.1: From Prehistory to the Eleventh Century, Edmonton - Toronto: Canadian Institute of Ukrainian Studies Press, 1997.
- Wstęp, w: Mykhailo Hrushevsky, History of Ukraine-Rus', t.1: From Prehistory to the eleventh Century, Edmonton - Toronto: Canadian Institute of Ukrainian Studies Press, 1997, s.XXII-XLII.
- "The Social Causes of the Khmel'nyts'kyi Uprising" in Samuel Baron and Nancy Shields Kollmann, w: Religion and Culture in Early Modern Russia and Ukraine, (red.), DeKalb: Northern Illinois Press 1997, s. 52-70.
- The Ukrainian Famine of 1932-33: The Role of Ukrainian Diaspora in Research and Public Discussion, w: Problems of Genocide: Proceedings of the International Conference on "Problems of Genocide" (April 21-23, 1995, National Academy of Sciences, Yerevan, Republic of Armenia), Cambridge (MA) – Toronto: Zoryan Institute 1997, s.74-117.
- (redakcja) Dokumenty rosiis'kykh arkhiviv z istori Ukrainy, t.1: Dokumenty do istori poroz'koho kozatstva 1613-1620, Lviv 1998.
- Chy bulo povstannia Bohdana Khmel'nyts'koho revoliutsieiu? Zauvahy do typolohiÃ” Khmel'nychchyny" in Bohdan Yakymovych, w: Prosphema Miscellnaea & Philologica Iaroslava Isaievych Dedicata, (red.), Lviv 1998.
- The Union of Brest and the Question of National Identity, w: Hans-Joachim Torke, 400 Jahre Kirchenunion von Brest (1596-1996), Berlin 1998.
- Grappling with the Hero: Hrushevs'kyi Confronts Khmel'nyts'kyi, "Harvard Ukrainian Studies", vol. 22 (1998), s.589-609.
- The Changing Image of the Hetman, "Jahrbuecher fuer Geschichte Osteuropas", 46 (1998), z., s.531-45
- (redakcja z Serhii Plokhy), Mykhailo Hrushevsky, History of Ukraine-Rus', t. 7: The Cossack Age to 1625, Edmonton - Toronto: Canadian Institute for Ukrainian Studies 1999.
- Mykhailo Hrushevsky's History of Ukraine-Rus', w: Thomas Sanders, History of Imperial Russia: The Profession and Writing of History in a Multinational State, Armonk - London 1999.
- The Ukrainian Famine of 1932-3: The Role of the Ukrainian Diaspora in Research and Public Discussion, w: The Levron Chorbajian and George Shirinian, New York - London 1999.
- Bohdan Chmel'nyc'kyj's Image in Ukrainian Historiography since Independence, "Österreichische Osthefte" 42 (2000), z. 3-4 (2000)
- Recovering the Ancient and Recent Past: The Shaping of Memory and Identity in Early Modern Ukraine, "Eighteenth-Century Studies" 35 (2001) z.1, s.77-84.
- The Image of Russia in Early Eighteenth-Century Ukraine: Hryhorii Hrabianka's Diistvie, w: Russische und Ukrainische Geschichte, ed. Robert O. Crummey, Holm Sundhaussen, Ricard Vulpius, t.16-18, Wiesbaden 2001, s.243-50
- (redakcja) Mykhailo Hrushevsky, History of Ukraine-Rus', t. 8: The Cossack Age 1626-50, Edmonton -Toronto: CIUS Press 2002.
- Assessing the 'Crucial Epoch': From the Cossack Revolts to the Height of the Khmelnytsky Era, [w:] Mykhailo Hrushevsky, History of Ukraine-Rus', t.8: The Cossack Age 1626-50, Edmonton -Toronto: CIUS Press 2002, s.XXXI-LXIX.

## Publikacje w języku polskim
- Stosunki ukraińsko-polskie w XVII wieku: rola świadomości narodowej i konfliktu narodowościowego w powstaniu Chmielnickiego, "Odrodzenie i Reformacja w Polsce" 27 (1982), s. 67-92.
- Roman Szporluk, Piotr Stefan Wandycz, Frank Sysyn, Rozmowy o braciach, rozmawia Jerzy Jastrzębowski, "Zeszyty Historyczne", z. 88, 1989, s. 3-33 (Przedruk [w:] Zamiłowanie do spraw beznadziejnych. Ukraina w "Kulturze" 1947-2000, wybór, opracowanie i posłowie Bogumiła Berdychowska, Paryż-Kraków: Instytut Literacki - Instytut Książki 2016, s. 504-533).
- (współautor: Jaroslav Gricak), Ogniem, mieczem, szowinizmem, tł. Ola Hnatiuk, "Gazeta Wyborcza" 1997, nr 114, s. 18-19.